# 圣安托万德布勒伊
圣安托万德布勒伊（法語：Saint-Antoine-de-Breuilh，法語發音：[sɛ̃.t‿ɑ̃twan də bʁœj]）是法国多尔多涅省的一个市镇，属于贝尔热拉克区。

## 地理
圣安托万德布勒伊（44°50'39"N, 0°9'17"E）面积17.82 平方千米，位于法国新阿基坦大区多爾多涅省，该省份为法国西南部内陆省份，是法國本土面积第三大的省，大致对应佩里戈尔地区，北起顺时针与夏朗德省、上维埃纳省、科雷兹省、洛特省、洛特-加龙省、吉倫特省和滨海夏朗德省接壤。
与圣安托万德布勒伊接壤的市镇（或旧市镇、城区）包括：多尔多涅河畔佩萨克、埃内斯、圣阿维德苏莱日、圣瑟兰德普拉、韦利讷、纳斯特兰格、富盖罗勒、圣富瓦港和蓬沙。

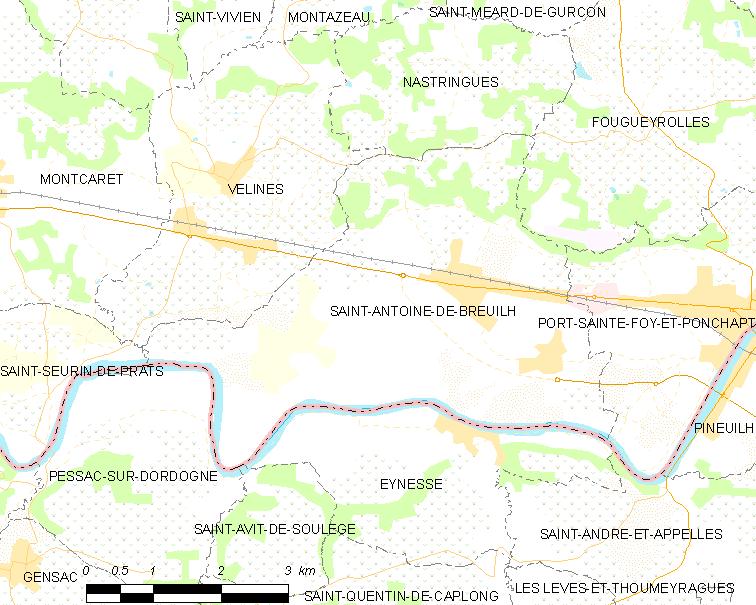
圣安托万德布勒伊的OSM定位图

圣安托万德布勒伊的时区为UTC+01:00、UTC+02:00（夏令时）。

## 行政
圣安托万德布勒伊的邮政编码为24230，INSEE市镇编码为24370。

## 政治
圣安托万德布勒伊所属的省级选区为蒙泰涅和居尔松地区县。

## 人口

1962-2008年间圣安托万德布勒伊人口变化图示

圣安托万德布勒伊于2022年1月1日时的人口数量为1784人。